# Nataša Ćorović
Nataša Ćorović (født 7. maj 1999 i Nikšić, Montenegro) er en kvindelig montenegrinsk håndboldspiller, der spiller for ŽRK Budućnost og Montenegros kvindehåndboldlandshold.
Hun blev udtaget til landstræner Bojana Popović' trup ved VM i kvindehåndbold 2021 i Spanien, hvor det montenegrinske hold blev nummer 22.